# Adolphe-Frédéric IV de Mecklembourg-Strelitz
Adolphe-Frédéric IV est un prince de la maison de Mecklembourg né le 5 mai 1738 à Mirow et mort le 2 juin 1794 à Neustrelitz. Il règne sur le duché de Mecklembourg-Strelitz de 1752 à sa mort.

## Biographie
Adolphe-Frédéric IV est le fils aîné du prince Charles-Louis-Frédéric de Mecklembourg-Strelitz et de son épouse Élisabeth-Albertine de Saxe-Hildburghausen. Il devient prince héritier du duché de Mecklembourg-Strelitz à la mort de son père, survenue le 5 juin 1752. Quelques mois plus tard, le 11 décembre, son oncle le duc Adolphe-Frédéric III meurt à son tour, et Adolphe-Frédéric IV lui succède.
Il est fait Chevalier de l'Ordre de la Jarretière en 1764.
Comme il est resté célibataire, son frère cadet Charles II lui succède à sa mort.